# Рафи ибн Лейс
Рафи ибн Лейс — глава восстания в Средней Азии в 806—810 года против владычества Аббасидов.

## Биография
Был потомком омейядского наместника Хорасана. Являлся крупным землевладельцем. Жил в Согдиане.
Поднял в 806 году восстание против Аббасидов. Восстание длилось 4 года и охватило такие крупные города Средней Азии, как Самарканд, область Шаш (современный Ташкентский оазис), Ходжент, Бухару и Ферганскую долину. Он захватил и укрепил Самарканд.
Халиф Харун-ар-Рашид выступил против Рафи ибн Лейса в поход вместе с сыном Мамуном. После его смерти (март 809), Мамун, ставший наместником Хорасана, продолжил борьбу с восставшими. В 809—810 халифские войска осаждали Самарканд.
Постепенно местные дихканы стали покидать ряды восставших и переходить на сторону Мамуна. В 809 году отошли также от восстания тюркские племена. В 810 году Рафи ибн Лейс примирился с Мамуном и получил полную амнистию. В этом же году брошенные предводителями восставшие были разгромлены войсками Мамуна.